# Adolphe Neyt

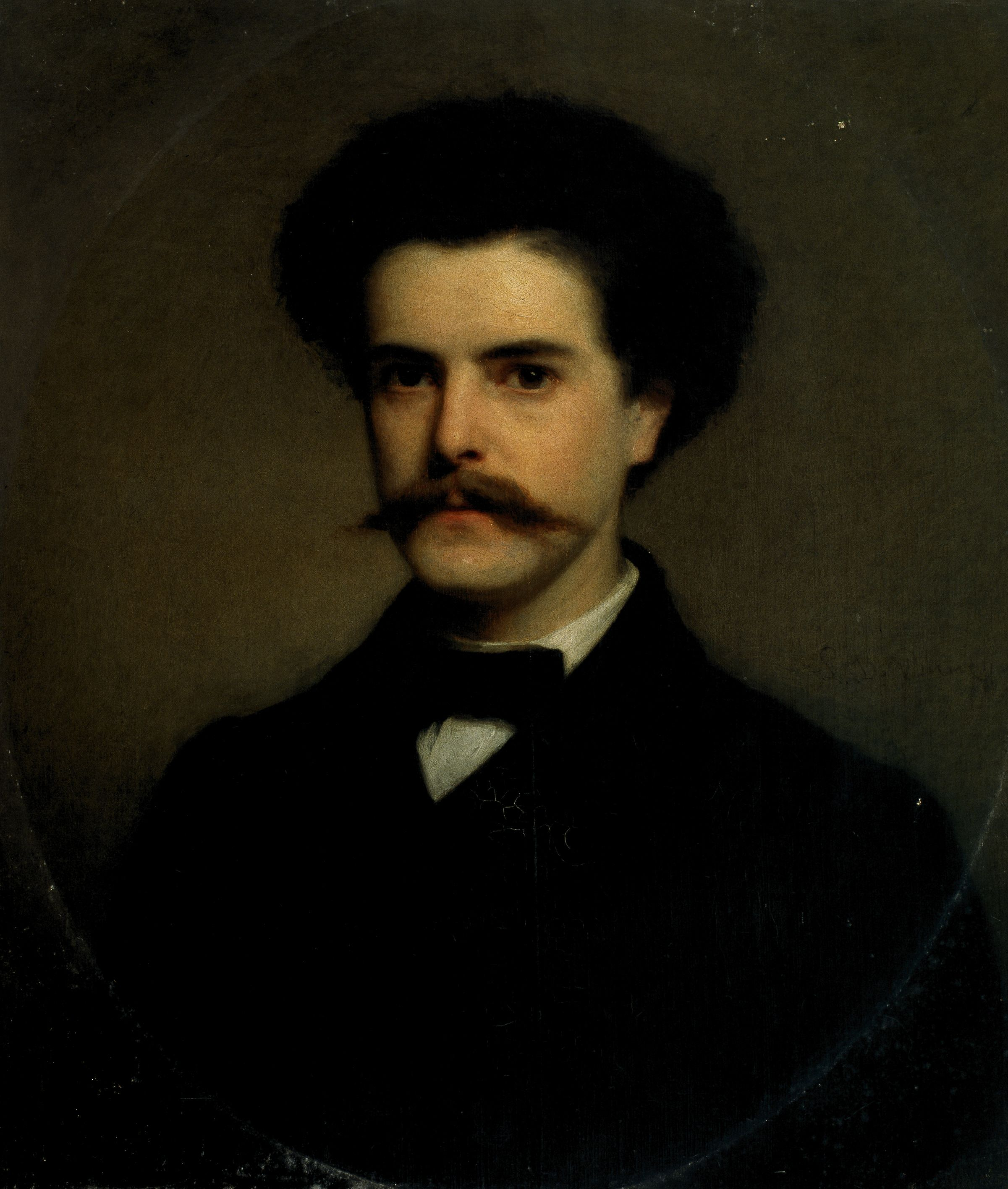
Adolphe Neyt

Adolphe Guillaume Neyt (* 13. April 1830 in Gent; † 21. September 1892 in Ostende) war ein belgischer Industrieller, liberaler Politiker, Photograph und Waffensammler.

## Leben
Neyts Vater, Adolphe-Henri Neyt, war Geschäftsführer einer Zuckerraffinerie in Gent, Vorsitzender der Textilfirma Société Linière La Lys in Gent und einer Eisenbahngesellschaft. Des Weiteren war er liberaler Volksvertreter und Vorsitzender des Genter Handelsgerichts. In den Jahren von 1852 bis zu seinem Tod 1865 war er Mitglied des Gemeinderats von Gent sowie zeitweilig sowohl Provinzialabgeordneter als auch Abgeordneter im Parlament in Brüssel.

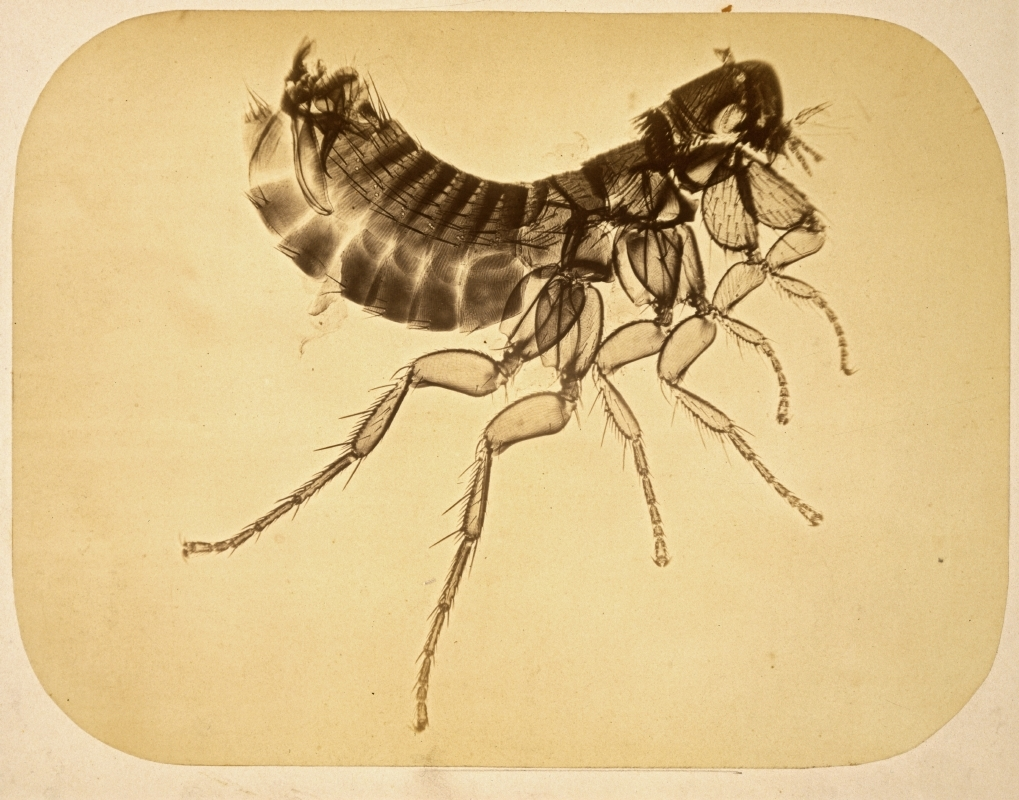
Um 1865: Makrofoto eines Flohs (Fotograf: Adolphe Neyt)

Adolphe Guillaume Neyt erbte von seinem Vater die Zuckerraffinerie, die sein Großvater Joachim Neyt gegründet hatte, und übernahm den liberalen Gemeinderatssitz bis zum Jahre 1869. Er heiratete die Tochter des Generalinspekteurs der Continental Gas Association, die in Gent ein Gaswerk als Filiale betrieb.
Neyt war sehr an der Entwicklung der Fotografie interessiert und erwarb für seine fotografischen Forschungen sowohl Geräte für Beobachtungen auf dem Gebiet der Astronomie als auch für die Mikroskopie. Die heute noch bekannten Arbeiten Neyts stammen größtenteils aus den 1860er Jahren. Er war Mitglied sowohl der Société française de photographie als auch der Association belge de photographie.
Neyt stellte auf der Weltausstellung 1867 in Paris laut Katalog mikroskopische und astronomische Photographien aus. Diese Arbeiten übergab er zwei Jahre später an die Koninklijke Vlaamse Academie van België voor Wetenschappen en Kunsten in Brüssel. Auf der Weltausstellung 1873 in Wien waren seine Photographien des Mondes zu sehen. Im Museum für die Geschichte der Wissenschaften der Universität Gent wird gezeigt, wie Neyt die Experimente von Joseph Antoine Ferdinand Plateau auf die lichtempfindlichen Platten brachte.
Auf der Burg Gravensteen in Gent wird Neyts Sammlung von Waffen und Rüstungen ausgestellt.
| Personendaten    | Personendaten                                                               |
| ---------------- | --------------------------------------------------------------------------- |
| NAME             | Neyt, Adolphe                                                               |
| ALTERNATIVNAMEN  | Neyt, Adolphe Guillaume (vollständiger Name)                                |
| KURZBESCHREIBUNG | belgischer Industrieller, liberaler Politiker, Photograph und Waffensammler |
| GEBURTSDATUM     | 13. April 1830                                                              |
| GEBURTSORT       | Gent                                                                        |
| STERBEDATUM      | 21. September 1892                                                          |
| STERBEORT        | Ostende                                                                     |